# Płaszcz hańby

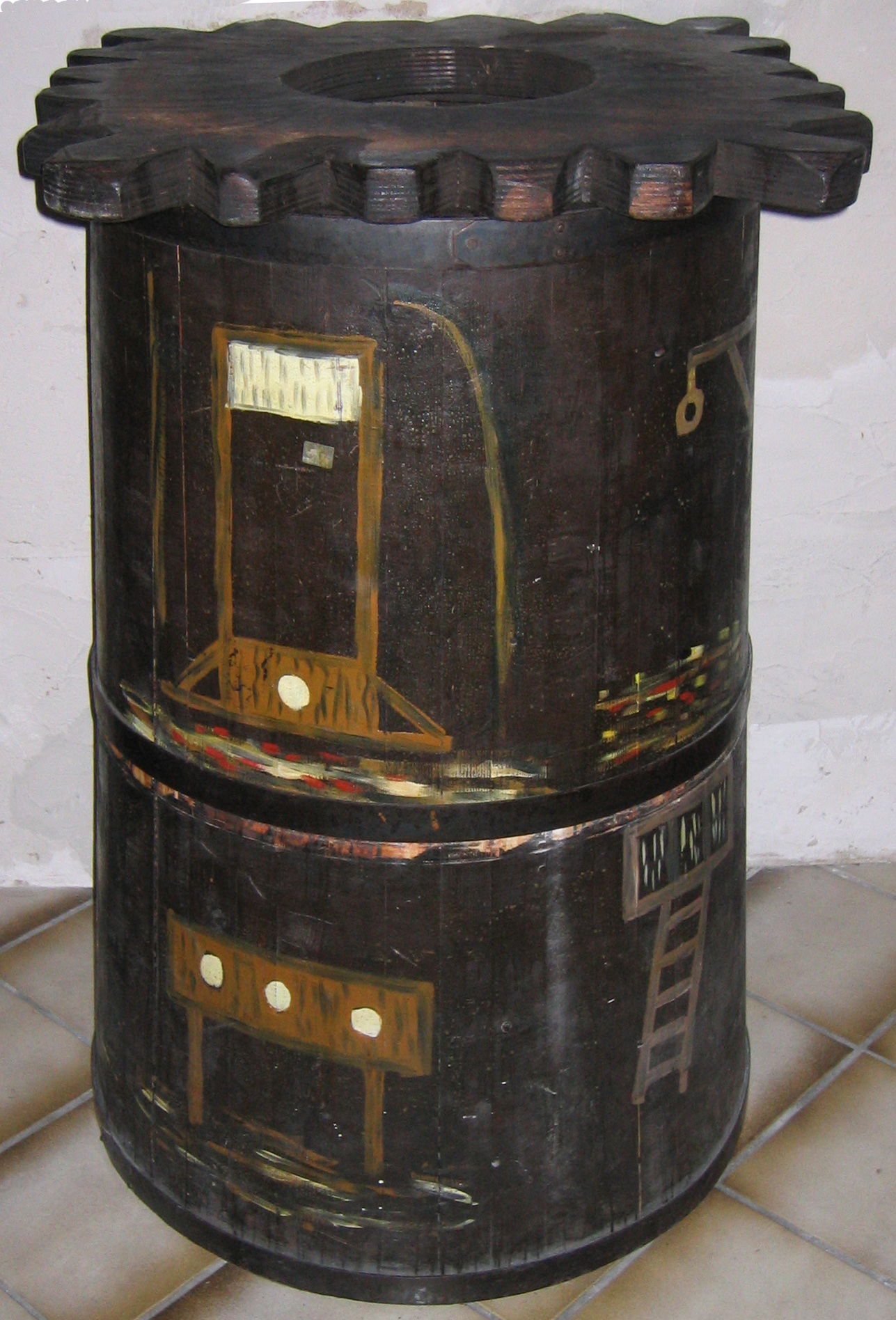
Płaszcz hańby

Płaszcz hańby (Schandmantel, Schandtonne) lub płaszcz hiszpański (Spanischer Mantel) – narzędzie kary podobne do beczki, zwykle drewniane (dębowe). Przypominało odwrócone do góry nogami wiadro, w którego górnej części znajdował się otwór na głowę. Po bokach płaszcza malowano niekiedy sceny dotyczące popełnionego przestępstwa lub umieszczano obciążniki, by utrudnić skazańcowi ucieczkę.
Za pomocą płaszcza hańby karano osoby popełniające drobne kradzieże oraz pijaków, hazardzistów, próżniaków i osoby wywołujące bójki. Karę tę stosował do XVIII wieku sąd miejski w Chojnie.